# Yalan Dünya
Yalan Dünya ist eine türkische Comedyserie von Gülse Birsel, die seit dem 13. Januar 2012 auf dem Sender Kanal D ausgestrahlt wird.
Die Regisseurin ist Jale Atabey und die Drehbuchautorin ist Gülse Birsel.
Die Musik stammt von Nil Karaibrahimgil. Pamela Anderson, Lorenzo Lamas, sowie weitere Stars des türkischen Fernsehens hatten Gastauftritte.

## Handlung
Die Serie spielt im Viertel Cihangir des Istanbuler Stadtteils Beyoğlu, einem aufstrebenden Viertel mit vielen Bohemiens und neureichen Familien.
Sie handelt vom Leben der dortigen Schauspieler und Schauspielerinnen. Eine der Schauspielerinnen zieht mit ihrer Kollegin und deren Bruder in eine Wohngemeinschaft
. Sie leben direkt neben einer konservativen Familie und interagieren mit ihnen auf der gemeinsam genutzten Terrasse ihres Mehrfamilienhauses.
Die Fernsehserie macht sich über die typischen türkischen Seifenopern lustig und konzentriert sich auf Ehrenmorde, Stereotype (der türkischen Familie, des Geschäftssinns, der Emotionalität der türkischen Mainstreamkultur) und übertriebene Beschreibungen des türkischen Stadtteillebens. 
Nach zwei Staffeln und einer Sendezeitverlegung von Freitag auf Montag endet die Serie vorläufig in der Silvesterfolge 2012. Ein neuer Sendetermin bzw. Senderplatz wird gesucht (Stand Januar 2013).

## Auszeichnungen
Die Serie wurde bei den Antalya Televizyon Ödülleri 2012, dem Antalya-Fernsehpreis, in fünf Kategorien ausgezeichnet: Beste Comedy-Serie, Bester männlicher Comedyschauspieler, Beste weibliche Comedynebenrolle, Beste männliche Comedynebenrolle und bester Comedyregisseur.